# Geschichte der Lorentz-Transformation
Die Lorentz-Transformation verknüpft wie die Galilei-Transformation die Koordinaten {\displaystyle x,y,z,t} eines Ereignisses in einem bestimmten Inertialsystem mit den Koordinaten {\displaystyle x',y',z',t'} des gleichen Ereignisses in einem anderen Inertialsystem, welches in positiver x-Richtung mit der Geschwindigkeit v relativ zum ersten System bewegt ist. Jedoch im Gegensatz zur Galilei-Transformation beinhaltet sie neben dem Relativitätsprinzip die Konstanz der Lichtgeschwindigkeit in allen Inertialsystemen und bildet somit die mathematische Grundlage für die spezielle Relativitätstheorie.
Erste Formulierungen dieser Transformation wurden von Woldemar Voigt (1887) und Hendrik Lorentz (1892, 1895) veröffentlicht, wobei bei diesen Autoren das ungestrichene System als im Äther ruhend betrachtet wurde, und das „bewegte“ gestrichene System wurde mit der Erde identifiziert. Diese Transformation wurde von Joseph Larmor (1897, 1900) und Lorentz (1899, 1904) vervollständigt und durch Henri Poincaré (1905), welcher der Transformation ihren Namen gab, in ihre moderne Gestalt gebracht. Albert Einstein (1905) schließlich konnte die Gleichungen aus wenigen Grundannahmen ableiten und zeigte den Zusammenhang der Transformation mit fundamentalen Änderungen der Begriffe von Raum und Zeit auf.
In diesem Artikel werden die historischen Ausdrücke durch moderne ersetzt, mit der Lorentz-Transformation
{\displaystyle x^{\prime }=\gamma (x-vt),\quad y^{\prime }=y,\quad z^{\prime }=z,\quad t^{\prime }=\gamma \left(t-x{\frac {v}{c^{2}}}\right)},
und dem Lorentzfaktor:
{\displaystyle \gamma ={\frac {1}{\sqrt {1-{\frac {v^{2}}{c^{2}}}}}}},
v ist die Relativgeschwindigkeit zwischen den Körpern, und c ist die Lichtgeschwindigkeit.

## Kugelgeometrie im 19. Jahrhundert
Eine der definierenden Eigenschaften der Lorentz-Transformation ist ihre Gruppenstruktur, wodurch die Invarianz von {\displaystyle x^{2}+y^{2}+z^{2}-c^{2}t^{2}} in allen Inertialsystemen erfüllt ist. Das bedeutet beispielsweise, dass eine Kugelwelle in einem Inertialsystem ebenso eine Kugelwelle in allen anderen Inertialsystemen ist, was gewöhnlich auch zur Herleitung der Lorentz-Transformation benutzt wird. Jedoch schon lange bevor Experimente und physikalische Theorien die Einführung der Lorentz-Transformation notwendig machten, wurden besonders in der reinen Mathematik Transformationsgruppen wie die konforme Transformation durch reziproke Radien in der Möbius-Geometrie, oder die Transformation durch reziproke Richtungen der Laguerre-Geometrie diskutiert, welche Kugeln in andere Kugeln transformieren. Diese können als Spezialfälle der Lie’schen Kugelgeometrie gesehen werden. Der Zusammenhang dieser Transformationen mit der Lorentz-Transformation der Physik wurde jedoch erst nach 1905 entdeckt.
In mehreren Arbeiten zwischen 1847 und 1850 bewies Joseph Liouville, dass die Form {\displaystyle \lambda \left(\delta x^{2}+\delta y^{2}+\delta z^{2}\right)} invariant ist unter der konformen Gruppe bzw. der Transformation durch reziproke Radien die Kugeln in Kugeln abbildet. Dieser Beweis wurde von Sophus Lie (1871) im Rahmen der Lie’schen Kugelgeometrie auf alle Dimensionen erweitert mit {\displaystyle \lambda \left(\delta x_{1}^{2}+\dots +\delta x_{n}^{2}\right)}. Harry Bateman und Ebenezer Cunningham zeigten im Jahre 1909, dass nicht nur obige quadratische Beziehung, sondern die Maxwellsche Elektrodynamik ebenfalls kovariant ist unter der konformen Gruppe der Kugelwellentransformationen bei beliebigem {\displaystyle \lambda }. Diese Kovarianz ist allerdings nur auf Teilgebiete wie die Elektrodynamik beschränkt, hingegen die Gesamtheit der Naturgesetze in Inertialsystemen ist nur kovariant unter der Lorentz-Gruppe.
Eine damit verwandte Transformation wurde von Albert Ribaucour (1870) und besonders Edmond Laguerre (1880–1885) gegeben – die Transformation durch reziproke Richtungen (auch „Laguerre-Inversion“ oder „Laguerre-Transformation“ genannt), welche Kugeln in Kugeln und Ebenen in Ebenen abbildet. Laguerre schrieb die entsprechenden Formeln explizit im Jahre 1882, und Gaston Darboux (1887) reformulierte sie für die Koordinaten {\displaystyle x,y,z,R} (mit R als Radius):
{\displaystyle {\begin{aligned}x'&=x,\quad &z'&={\frac {1+k^{2}}{1-k^{2}}}z-{\frac {2kR}{1-k^{2}}},\\y'&=y,&R'&={\frac {2kz}{1-k^{2}}}-{\frac {1+k^{2}}{1-k^{2}}}R,\end{aligned}}}
die folgende Beziehung erzeugt:
{\displaystyle x^{\prime 2}+y^{\prime 2}+z^{\prime 2}-R^{\prime 2}=x^{2}+y^{2}+z^{2}-R^{2}}.
Einige Autoren bemerkten die weitgehende Analogie zur Lorentz-Transformation (siehe Laguerre-Inversion und Lorentz-Transformation) – wird gesetzt {\displaystyle R=t}, {\displaystyle c=1}, und {\displaystyle v=2k/\left(1+k^{2}\right)}, so folgt
{\displaystyle {\frac {1-k^{2}}{1+k^{2}}}={\sqrt {1-v^{2}}}={\frac {1}{\gamma }},\quad {\frac {2k}{1-k^{2}}}=v\gamma ,}
was eingesetzt in obige Transformation eine sehr große Analogie zu einer Lorentz-Transformation mit {\displaystyle z} als Bewegungsrichtung ergibt, außer dass das Vorzeichen von {\displaystyle t'} umgekehrt ist von {\displaystyle t-vz} nach {\displaystyle vz-t}:
{\displaystyle x'=x,\quad y'=y,\quad z'=\gamma (z-vt),\quad t'=\gamma (vz-t).}
Tatsächlich wurde der Gruppenisomorphismus der beiden Gruppen durch Élie Cartan, Henri Poincaré (1912) und anderen nachgewiesen (siehe Laguerre-Gruppe isomorph zur Lorentz-Gruppe).

## Voigt (1887)
Im Rahmen einer theoretischen Untersuchung des Doppler-Effekts transversaler Wellen in einem inkompressiblen elastischen  Übertragungsmedium, das als Modell für den Lichtäther diente, entwickelte Voigt (1887) folgende Transformation, welche die Wellengleichung unverändert ließ und in moderner Notation die Form hatte:
{\displaystyle x^{\prime }=x-vt,\quad y^{\prime }={\frac {y}{\gamma }},\quad z^{\prime }={\frac {z}{\gamma }},\quad t^{\prime }=t-x{\frac {v}{c^{2}}}}
Wenn die rechten Seiten dieser Gleichungen mit einem Skalenfaktor {\displaystyle \gamma } multipliziert werden, ergeben sich die Formeln der Lorentz-Transformation. Der Grund dafür liegt darin, dass, wie oben erklärt, die elektromagnetischen Gleichungen nicht nur lorentzinvariant, sondern auch skaleninvariant und sogar konformalinvariant sind. Die Lorentz-Transformation kann beispielsweise mit obigem Skalenfaktor {\displaystyle l={\sqrt {\lambda }}} versehen werden:
{\displaystyle x^{\prime }=\gamma l\left(x-vt\right),\quad y^{\prime }=ly,\quad z^{\prime }=lz,\quad t^{\prime }=\gamma l\left(t-x{\frac {v}{c^{2}}}\right)}.
Mit {\displaystyle l=1/\gamma } erhält man die Voigt-Transformation, und mit {\displaystyle l=1} die Lorentz-Transformation. Wie später insbesondere Poincaré und Einstein zeigten, sind die Transformationen jedoch nur bei {\displaystyle l=1} symmetrisch und bilden eine Gruppe, was die Voraussetzung für die Verträglichkeit mit dem Relativitätsprinzip ist. Die Voigt-Transformation ist also nicht symmetrisch und verletzt das Relativitätsprinzip. Die Lorentz-Transformation hingegen ist auch außerhalb der Elektrodynamik für alle Naturgesetze gültig. Bei einigen Problemlösungen, wie bei der Berechnung von Strahlungsphänomenen im leeren Raum, führen beide Transformationen jedoch zu demselben Endergebnis.
Bezüglich des Doppler-Effekts wurde Voigts Arbeit von 1887 durch Emil Kohl im Jahr 1903 referenziert. Bezüglich der Lorentz-Transformation erklärte Lorentz 1909 und 1912, dass Voigts Transformation „äquivalent“ zur Transformation mit obigem Skalenfaktor {\displaystyle l} in seiner eigenen Arbeit von 1904 sei, und dass er, wenn er diese Gleichungen gekannt hätte, sie in seiner Elektronentheorie hätte verwenden können.
Hermann Minkowski würdigte Voigts Leistung 1908 in Raum und Zeit und in einer Diskussion:

„Minkowski: Historisch will ich noch hinzufügen, daß die Transformationen, die bei dem Relativitätsprinzip die Hauptrolle spielen, zuerst mathematisch von Voigt im Jahre 1887 behandelt sind. Voigt hat damals bereits mit ihrer Hilfe Folgerungen in bezug auf das Dopplersche Prinzip gezogen.

Voigt: Herr Minkowski erinnert an eine alte Arbeit von mir. Es handelt sich dabei um Anwendungen des Dopplerschen Prinzips, die in speziellen Teilen auftreten, aber nicht auf Grund der elektromagnetischen, sondern auf Grund der elastischen Theorie des Lichtes. Indessen haben sich damals bereits einige derselben Folgerungen ergeben, die später aus der elektromagnetischen Theorie gewonnen sind.“

## Heaviside, Thomson, Searle (1888, 1889, 1896)
1888 studierte Oliver Heaviside die Eigenschaften von bewegten Ladungen gemäß der maxwellschen Elektrodynamik. Er errechnet, neben anderen Dingen, dass Anisotropien in elektrischen Feld bewegter Ladungen auftreten müssten gemäß folgender Formel:
{\displaystyle \mathrm {E} =\left({\frac {q\mathrm {r} }{r^{2}}}\right)\left(1-{\frac {v^{2}\sin ^{2}\theta }{c^{2}}}\right)^{-3/2}}.
Darauf aufbauend entdeckte Joseph John Thomson (1889) eine Methode um Berechnungen für bewegte Ladungen substantiell zu vereinfachen, indem er folgende mathematische Transformation benutzte:
{\displaystyle x^{\prime }=\gamma x}.
Dadurch können inhomogene elektromagnetische Wellengleichungen in eine Poisson-Gleichung transformiert werden. Schließlich bemerkte George Frederick Charles Searle (1896), dass Heavisides Ausdruck für bewegte Ladungen zu einer Deformation des elektrischen Feldes führt, die er als „Heaviside-Ellipsoid“ mit einem Achsenverhältnis von {\displaystyle 1/\gamma :1:1\!} bezeichnete.

## Lorentz (1892, 1895)
Lorentz entwickelte 1892 die Grundzüge eines Modells, später als lorentzsche Äthertheorie bezeichnet, in dem der Äther vollständig in Ruhe ist, wodurch im Äther die Lichtgeschwindigkeit in alle Richtungen denselben Wert hat. Um nun die Optik bewegter Körper berechnen zu können, führte Lorentz folgende Hilfsvariablen zur Transformation vom Äthersystem in ein relativ dazu bewegtes System ein:
{\displaystyle x^{\prime }=\gamma x^{*},\quad y^{\prime }=y,\quad z^{\prime }=z,\quad t^{\prime }=t-\gamma ^{2}x^{*}{\frac {v}{c^{2}}}}
wo {\displaystyle x^{\ast }} die Galilei-Transformation {\displaystyle x-vt} ist. Während nun {\displaystyle t} die „wahre“ Zeit für im Äther ruhende Systeme, ist die Zeit {\displaystyle t'} eine mathematische Hilfsvariable, welche für Berechnungen von im Äther bewegten Systemen benutzt wird. Eine ähnliche „Ortszeit“ wurde bereits von Voigt benutzt, jedoch gab Lorentz später an, zu diesem Zeitpunkt keine Kenntnis von dessen Arbeit besessen zu haben. Ebenso ist unbekannt, ob ihm die Arbeiten von Thomson geläufig waren.
1895 entwickelte er die Lorentzsche Elektrodynamik sehr viel systematischer weiter, wobei ein fundamentales Konzept das „Theorem der korrespondierenden Zustände“ für Größen zu {\displaystyle v/c} war. Aus ihm folgt, dass ein im Äther bewegter Beobachter annähernd dieselben Beobachtungen in seinem „fiktiven“ (elektromagnetischen) Feld macht wie ein im Äther ruhender Beobachter in seinem „realen“ Feld. Das heißt, solange die Geschwindigkeiten relativ zum Äther vergleichsweise gering sind, haben die maxwellschen Gleichungen für alle Beobachter dieselbe Form. Für die Elektrostatik bewegter Körper benutzte er die Transformationen, welche die Dimensionen der Körper folgendermaßen änderte:
{\displaystyle x^{\prime }=\gamma x^{*},\quad y^{\prime }=y,\quad z^{\prime }=z,\quad t^{\prime }=t}
Als eine zusätzliche und unabhängige Hypothese behauptete Lorentz (1892b, 1895) (ohne Beweis wie er zugab), dass auch die intermolekularen Kräfte und somit auch materielle Körper auf eine ähnliche Weise deformiert werden, und führte zur Erklärung des Michelson-Morley-Experiments die Längenkontraktion ein. Dieselbe Hypothese war 1889 bereits von George FitzGerald aufgestellt worden, dessen Überlegungen auf den Arbeiten Heavisides beruhten. Aber während für Lorentz die Längenkontraktion ein realer, physikalischer Effekt war, bedeutete für ihn die Ortszeit vorerst nur eine Vereinbarung oder nützliche Berechnungsmethode. Hingegen für die Optik bewegter Körper benutzte er die Transformationen:
{\displaystyle x^{\prime }=x^{*},\quad y^{\prime }=y,\quad z^{\prime }=z,\quad t^{\prime }=t-x^{*}{\frac {v}{c^{2}}}}
Mit Hilfe der Ortszeit konnte Lorentz die Aberration des Lichts, den Dopplereffekt und die beim Fizeau-Experiment gemessene Abhängigkeit der Lichtgeschwindigkeit in bewegten Flüssigkeiten erklären. Wichtig dabei ist, dass Lorentz und später auch Larmor die Transformationen immer in zwei Schritten formulierten. Zuerst die Galilei-Transformation, und danach davon getrennt erst die Erweiterung zum „fiktiven“ elektromagnetischen System mit Hilfe der Lorentz-Transformation. Ihre symmetrische Gestalt erhielten die Gleichungen erst durch Poincaré.

## Larmor (1897, 1900)
Larmor wusste zu dieser Zeit, dass das Michelson–Morley-Experiment genau genug war, um bewegungsbedingte Effekte von der Größe {\displaystyle v^{2}/c^{2}\,} aufzuzeigen, und so suchte er eine Transformation, welche auch für diese Größen gültig ist. Obwohl er dabei einem sehr ähnliche Schema wie Lorentz folgte, ging er über dessen Arbeit von 1895 hinaus und modifizierte die Gleichungen, sodass er 1897 und etwas übersichtlicher 1900 als erster die komplette Lorentz-Transformation aufstellen konnte:
{\displaystyle x^{\prime }=\gamma x^{*},\quad y^{\prime }=y,\quad z^{\prime }=z,\quad t^{\prime }={\frac {t}{\gamma }}-\gamma x^{*}{\frac {v}{c^{2}}}}
Er zeigte, dass die Maxwell-Gleichungen invariant unter dieser 2-Schritte-Transformation waren (allerdings führte er den Beweis nur für Größen zweiter Ordnung durch, nicht für alle Ordnungen). Larmor bemerkte überdies, dass wenn eine elektrische Konstitution der Moleküle angenommen wird, die Längenkontraktion eine Konsequenz der Transformation sind. Er war auch der Erste, der eine Art Zeitdilatation als Konsequenz der Gleichungen bemerkte, denn periodische Vorgänge von bewegten Objekten laufen im Verhältnis {\displaystyle 1/\gamma } langsamer als bei ruhenden Objekten ab.
Larmor würdigte Lorentz in zwei 1904 veröffentlichten Arbeiten, worin er den Ausdruck „Lorentz transformation“ für die Transformation (für Größer erster Ordnung) von Koordinaten und Feldkonfigurationen benutzte:

„p. 583: […] Lorentz's transformation for passing from the field of activity of a stationary electrodynamic material system to that of one moving with uniform velocity of translation through the aether.

p. 585: […] the Lorentz transformation has shown us what is not so immediately obvious […] 

p. 622: […] the transformation first developed by Lorentz: namely, each point in space is to have its own origin from which time is measured, its "local time" in Lorentz's phraseology, and then the values of the electric and magnetic vectors […] at all points in the aether between the molecules in the system at rest, are the same as those of the vectors […] at the corresponding points in the convected system at the same local times.“

## Lorentz (1899, 1904)
Auch Lorentz leitete 1899 die vollständige Transformation durch die Erweiterung des Theorems der korrespondierenden Zustände ab. Jedoch benutzte er den unbestimmten Faktor {\displaystyle \epsilon } als Funktion von {\displaystyle v}. Wie Larmor bemerkte Lorentz eine Art Zeitdilatation, da er erkannte, dass die Vibrationen eines oszillierenden Elektrons, welches sich relativ zum Äther bewegt, langsamer verlaufen. Durch weitere negative Ätherwindexperimente (Trouton-Noble-Experiment, Experimente von Rayleigh und Brace) war  Lorentz gezwungen, seine Theorie so zu formulieren, dass Ätherwindeffekte in allen Größenordnungen zu {\displaystyle v/c} unentdeckbar bleiben. Dazu schrieb er die Lorentz-Transformation in derselben Form wie Larmor, mit einem vorerst unbestimmten Faktor {\displaystyle l}:
{\displaystyle x^{\prime }=\gamma lx^{*},\quad y^{\prime }=ly,\quad z^{\prime }=lz,\quad t^{\prime }={\frac {l}{\gamma }}t-\gamma lx^{*}{\frac {v}{c^{2}}}}
In diesem Zusammenhang leitete er bereits 1899 die korrekten Gleichungen für die Geschwindigkeitsabhängigkeit der elektromagnetischen Masse ab und er schloss 1904, dass diese Transformation auf alle Kräfte der Natur angewendet werden müsse, nicht nur auf elektrische, und deshalb ist die Längenkontraktion eine Konsequenz der Transformation.
Ebenso setzte Lorentz fest, dass bei {\displaystyle v=0} auch {\displaystyle l=1} sein muss, und zeigte im weiteren Verlauf dass dies nur der Fall ist wenn {\displaystyle l=1} generell gegeben ist – daraus folgerte er, dass die Lorentz-Kontraktion nur in Bewegungsrichtung auftreten könne. Damit formulierte er die eigentliche Lorentz-Transformation, erreichte jedoch nicht die Kovarianz der Transformationsgleichungen von Ladungsdichte und Geschwindigkeit. Er schrieb deshalb 1912 über seine Arbeit von 1904:

„Man wird bemerken, daß ich in dieser Abhandlung die Transformationsgleichungen der Einsteinschen Relativitätstheorie nicht ganz erreicht habe. […] Mit diesem Umstande hängt das Unbeholfene mancher weiteren Betrachtungen in dieser Arbeit zusammen.“

Im Frühjahr 1905  hatte Richard Gans  eine Zusammenfassung des 1904 erschienenen  Aufsatzes von  Lorentz im Heft Nr. 4 der vierzehntäglich herausgegebenen Fachzeitschrift Beiblätter zu den Annalen der Physik veröffentlicht,  zu der auch    Albert Einstein  um die gleiche Zeit Zusammenfassungen wichtiger internationaler Aufsätze auf seinem Spezialgebiet der Thermodynamik und statistischen Mechanik beizusteuern pflegte.  Bemerkenswert daran ist,  dass Einstein  Lorentz’ Arbeit von 1904 nach eigener Aussage nicht gekannt haben will, obwohl er selbst 14 Tage später in derselben Fachzeitschrift, im  Heft Nr. 5, eine ganze Reihe von Zusammenfassungen publizierte, die mit dem Kürzel „A. E.“ unterzeichnet sind. Einsteins Biograph Abraham Pais kam in seiner Biographie Einsteins nach sorgfältiger Prüfung der Dokumente zu der Schlussfolgerung, dass Einstein bei Vorbereitung seines Aufsatzes von 1905 die Lorentztransformation noch nicht kannte.

## Poincaré (1900, 1905)
Weder Lorentz noch Larmor gaben eine klare Interpretation des Ursprungs der Ortszeit an. 1900 interpretierte Poincaré jedoch die Ortszeit als Ergebnis einer mit Lichtsignalen durchgeführten Synchronisation. Er nahm an, dass zwei im Äther bewegte Beobachter A und B ihre Uhren mit optischen Signalen synchronisieren. Da sie glauben sich in Ruhe zu befinden, gehen sie von einer konstanten Lichtgeschwindigkeit in alle Richtungen aus, sodass sie jetzt nur noch die Lichtlaufzeiten berücksichtigen und ihre Signale kreuzen müssen, um die Synchronität der Uhren zu überprüfen. Hingegen aus Sicht eines im Äther ruhenden Beobachters läuft eine Uhr dem Signal entgegen, und die andere läuft ihm davon. Die Uhren sind also nicht synchron (Relativität der Gleichzeitigkeit), sondern zeigen, für Größen erster Ordnung in {\displaystyle v/c}, nur die Ortszeit {\displaystyle t^{\prime }=t-vx/c^{2}} an. Da die bewegten Beobachter aber kein Mittel haben zu entscheiden, ob sie in Bewegung sind oder nicht, werden sie von dem Fehler nichts bemerken. Poincaré verstand daher im Gegensatz zu Lorentz die Ortszeit genauso wie die Längenkontraktion als realen physikalischen Effekt. Ähnliche Erklärungen wurden später auch von Emil Cohn (1904) und Max Abraham (1905) gegeben.
Am 5. Juni 1905 (veröffentlicht am 9. Juni) vereinfachte Poincaré die Gleichungen (welche äquivalent zu denen von Larmor und Lorentz sind) und gab ihnen ihre moderne symmetrische Form, wobei er im Gegensatz zu Larmor und Lorentz die Galilei-Transformation in die neue Transformation direkt integrierte. Offenbar war Poincaré die Arbeit von Larmor unbekannt, denn er bezog sich nur auf Lorentz und benutzte deswegen als Erster den Ausdruck „Lorentz Transformation“ (wobei der Ausdruck „Lorentz'sche Transformation“ bereits 1900 von Emil Cohn für die 1895-Gleichungen von Lorentz verwendet wurde):
Lorentz 1895: {\displaystyle x^{\prime }=\gamma l(x-vt),\quad y^{\prime }=ly,\quad z^{\prime }=lz,\quad t^{\prime }=\gamma l\left(t-vx\right)}
und umgekehrt:
{\displaystyle x=\gamma l(x^{\prime }+vt^{\prime }),\quad y=ly^{\prime },\quad z=lz^{\prime },\quad t=\gamma l\left(t^{\prime }+vx^{\prime }\right)}
Poincare 1905: {\displaystyle x^{\prime }=\gamma (x-vt),\quad y^{\prime }=y,\quad z^{\prime }=z,\quad t^{\prime }=\gamma \left(t-x{\frac {v}{c^{2}}}\right)}, und revers:  {\displaystyle x=\gamma (x^{\prime }+vt^{\prime }),\quad y=y^{\prime },\quad z=z^{\prime },\quad t=\gamma \left(t^{\prime }+x^{\prime }{\frac {v}{c^{2}}}\right)}
Er setzte die Lichtgeschwindigkeit gleich 1 und wie Lorentz zeigte er, dass {\displaystyle l=1} gesetzt werden muss. Poincaré konnte dies jedoch allgemeiner aus dem Umstand herleiten, dass die Gesamtheit der Transformationen nur unter dieser Bedingung eine symmetrische Gruppe bilden, was für die Gültigkeit des Relativitätsprinzips notwendig ist. Er zeigte weiterhin, dass Lorentz’ Anwendung der Transformationen das Relativitätsprinzip nicht vollständig erfüllt. Poincaré hingegen konnte neben dem Aufzeigen der Gruppeneigenschaft der Transformation die Lorentzkovarianz der Maxwell-Lorentz-Gleichungen vollständig demonstrieren.
Eine deutlich erweiterte Fassung dieser Schrift vom Juli 1905 (veröffentlicht Januar 1906) enthielt die Erkenntnis, dass die Kombination {\displaystyle x^{2}+y^{2}+z^{2}-c^{2}t^{2}} invariant ist; er führte den Ausdruck {\displaystyle ct{\sqrt {-1}}} als vierte Koordinate eines vierdimensionalen Raums ein; er benutzte dabei Vierervektoren bereits vor Minkowski; er zeigte, dass die Transformationen eine Konsequenz des Prinzip der kleinsten Wirkung sind; und er demonstrierte ausführlicher als vorher deren Gruppeneigenschaft, wobei er den Namen Lorentz-Gruppe („Le groupe de Lorentz“) prägte. Wie Lorentz blieb aber auch Poincaré weiterhin bei der Unterscheidung zwischen „wahren“ Koordinaten im Äther und „scheinbaren“ Koordinaten für bewegte Beobachter.

## Einstein (1905)
Am 30. Juni 1905 (veröffentlicht September 1905) präsentierte Einstein im Rahmen der speziellen Relativitätstheorie eine radikal neue Interpretation und Herleitung der Transformation, welche auf zwei Postulaten beruhte, nämlich dem Relativitätsprinzip und dem Prinzip der Konstanz der Lichtgeschwindigkeit. Während Poincaré nur die ursprüngliche lorentzsche Ortszeit von 1895 durch optische Synchronisation abgeleitet hatte, konnte Einstein mit einer ähnlichen Synchronisationsmethode die gesamte Transformation ableiten, und dabei zeigen, dass operationale Überlegungen in Bezug auf Raum und Zeit ausreichten, und kein Äther dafür benötigt wird (ob Einstein von Poincarés Synchronisationsmethode beeinflusst wurde, ist nicht bekannt). Im Gegensatz zu Lorentz, welcher die Ortszeit nur als mathematischen Trick ansah, zeigte Einstein, dass die „effektiven“ Koordinaten der Lorentz-Transformation in der Tat gleichberechtigte Koordinaten von Inertialsystemen sind. Das wurde in gewisser Weise auch schon von Poincaré so dargestellt, jedoch unterschied Letzterer weiterhin zwischen „wahrer“ und „scheinbarer“ Zeit. Formal war Einsteins Version der Transformation identisch mit der von Poincaré, wobei Einstein jedoch die Lichtgeschwindigkeit nicht gleich 1 setzte. Ebenso konnte Einstein zeigen, dass die Transformationen eine Gruppe bilden:
{\displaystyle x^{\prime }=\gamma (x-vt),\quad y^{\prime }=y,\quad z^{\prime }=z,\quad t^{\prime }=\gamma \left(t-x{\frac {v}{c^{2}}}\right)}
Aus den Transformationen konnte Einstein wiederum Effekte wie Zeitdilatation, Längenkontraktion, Doppler-Effekt, Aberration des Lichts, oder die relativistische Geschwindigkeitsaddition als Konsequenz dieses neues Verständnisses von Raum und Zeit herleiten, ohne irgendwelche Annahmen über die Struktur der Materie oder eines substanziellen Äthers machen zu müssen.

## Minkowski (1907–1908)

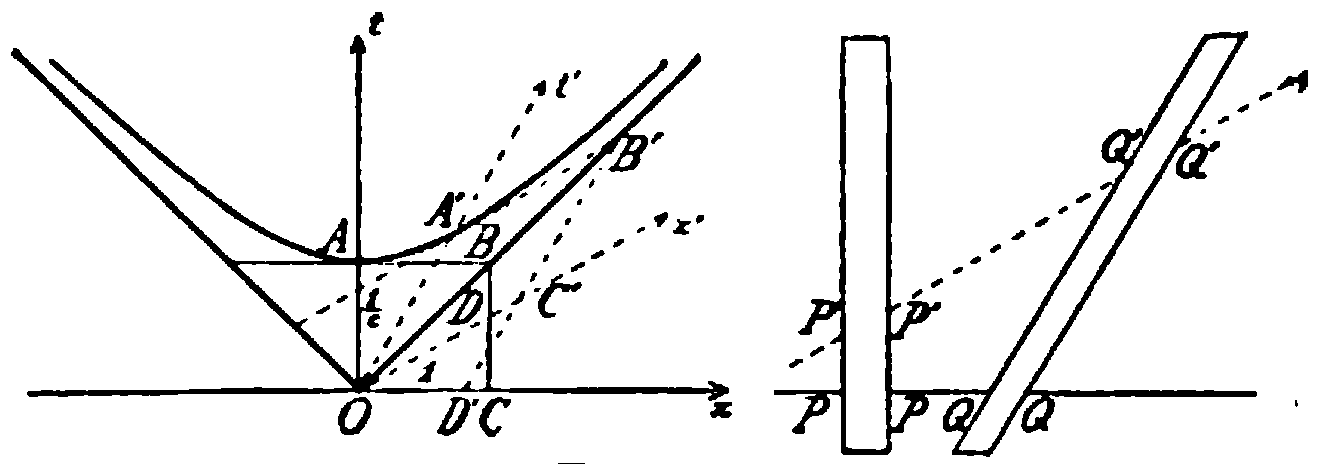
Originales Raumzeitdiagramm Minkowskis von 1908.

Die Arbeiten zum Relativitätsprinzip von Lorentz, Einstein, Planck, zusammen mit Poincarés vierdimensionalem Ansatz, wurden von Hermann Minkowski in den Jahren 1907 bis 1908 vor allem unter Einbeziehung gruppentheoretischer Argumente weitergeführt. Seine hauptsächliche Leistung bestand in der vierdimensionalen Reformulierung der Elektrodynamik. Beispielsweise schrieb er {\displaystyle x,y,z,it} in der Form {\displaystyle x_{1},x_{2},x_{3},x_{4}}, und wenn {\displaystyle \psi } der Drehwinkel um die z-Achse ist, dann nehmen die Lorentz-Transformationen die Form an:
{\displaystyle x'_{1}=x_{1},\quad x'_{2}=x_{2},\quad x'_{3}=x_{3}\cos i\psi +x_{4}\sin i\psi ,\quad x'_{4}=-x_{3}\sin i\psi +x_{4}\cos i\psi ,}
wobei {\displaystyle \cos i\psi ={1}/{\sqrt {1-v^{2}}}} und {\displaystyle c=1}. Er führte auch die graphische Darstellung der Lorentztransformation mittels Minkowski-Diagrammen ein:

## Ignatowski (1910)
Während frühere Herleitungen der Lorentz-Transformation von vornherein auf Optik, Elektrodynamik oder der Invarianz der Lichtgeschwindigkeit beruhten, zeigte Wladimir Sergejewitsch Ignatowski (1910), dass es möglich ist, alleine aus dem Relativitätsprinzip (und damit zusammenhängenden gruppentheoretischen Argumenten) folgende Transformation zwischen zwei Inertialsystemen herzuleiten:
{\displaystyle x^{\prime }=p(x-vt),\quad y^{\prime }=y,\quad z^{\prime }=z,\quad t^{\prime }=p(t-nvx)}
wo {\displaystyle p=1/{\sqrt {1-nv^{2}}}}. Die Variable {\displaystyle n} kann als Raumzeit-Konstante gesehen werden, deren Wert aus dem Experiment oder einem bekannten physikalischen Gesetz bestimmt wird. Dafür benutzte Ignatowski das oben erwähnten Heaviside-Ellipsoid, das eine Kontraktion elektrostatischer Felder durch {\displaystyle x/\gamma } in der Bewegungsrichtung darstellt. Dies ist mit Ignatowskis Transformation in Übereinstimmung, wenn {\displaystyle n=1/c^{2}} gesetzt wird, woraus {\displaystyle p=\gamma } und damit die Lorentz-Transformation folgt. {\displaystyle n=0} ergibt keine Längenänderungen und folglich die Galilei-Transformation. Ignatowskis Methode wurde von Philipp Frank und Hermann Rothe (1911, 1912) verbessert und erweitert, und es folgten viele Autoren, die ähnliche Methoden entwickelten.

### Primärquellen
1. ↑  
Liouville, Joseph: Théorème sur l’équation dx²+dy²+dz². In: Journal de Mathématiques pures et Appliquées. Band 15, 1850, S. 103 (Google Books).
2. ↑  
Lie, Sophus: Ueber diejenige Theorie eines Raumes mit beliebig vielen Dimensionen, die der Krümmungs-Theorie des gewöhnlichen Raumes entspricht. In: Göttinger Nachrichten. 1871, S. 191–209 (Google Books).
3. ↑  
Bateman, Harry: The Transformation of the Electrodynamical Equations. In: Proceedings of the London Mathematical Society. Band 8, 1910, S. 223–264.
4. ↑  
Cunningham, Ebenezer: The Principle of Relativity in Electrodynamics and an Extension Thereof. In: Proceedings of the London Mathematical Society. Band 8, 1910, S. 77–98.
5. ↑  
Klein, Felix: Über die geometrischen Grundlagen der Lorentzgruppe. In: Gesammelte mathematische Abhandlungen. Band 1, 1921, S. 533–552.
6. ↑  
Ribaucour, Albert: Sur la déformation des surfaces. In: Comptes rendus. Band 70, 1870, S. 330–333 (Google Books).
7. ↑  
Laguerre, Edmond: Sur la transformation par directions réciproques. In: Comptes rendus. Band 92, 1881, S. 71–73.
8. ↑  
Laguerre, Edmond: Transformations par semi-droites réciproques. In: Nouvelles annales de mathématiques. Band 1, 1882, S. 542–556.
9. ↑  
Darboux, Gaston: Leçons sur la théorie générale des surfaces. Première partie. Gauthier-Villars, Paris 1887, S. 254–256 (Online).
10. ↑  
Bateman, Harry: Some geometrical theorems connected with Laplace’s equation and the equation of wave motion. In: American Journal of Mathematics. Band 345, 1912, S. 325–360, JSTOR:2370223. (submitted 1910, published 1912)
11. ↑  
Müller, Hans Robert: Zyklographische Betrachtung der Kinematik der speziellen Relativitätstheorie. In: Monatshefte für Mathematik und Physik. Band 52, 1948, S. 337–353.
12. ↑  
Poincaré, Henri: Rapport sur les travaux de M. Cartan (fait à la Faculté des sciences de l'Université de Paris). In: Acta Mathematica. Band 38, Nr. 1, 1912, S. 137–145 (Online). Geschrieben von Poincaré 1912, gedruckt in Acta Mathematica 1914, veröffentlicht 1921.
13. ↑  
Woldemar Voigt: Ueber das Doppler’sche Princip. In: Nachrichten von der Königl. Gesellschaft der Wissenschaften und der Georg-Augusts-Universität zu Göttingen. Nr. 8, 1887, S. 41–51.; mit zusätzlichen Kommentaren Voigts nachgedruckt in Woldemar Voigt: Über das Doppler'sche Princip. In: Physikalische Zeitschrift. Band XVI, 1915, S. 381–396. - Siehe dort insbesondere die Gleichungen (10) und (13)
14. 1 2  
Poincaré, Henri: Sur la dynamique de l'électron. In: Comptes rendus hebdomadaires des séances de l'Académie des sciences. Band 140, 1905, S. 1504–1508.
15. 1 2  
Lorentz, Hendrik Antoon: The theory of electrons. B.G. Teubner, Leipzig & Berlin 1916, S. 198, Fußnote (Online).
16. ↑  
Emil Kohl: Über ein Integral der Gleichungen für die Wellenbewegung, welches dem Dopplerschen Prinzipe entspricht. In: Annalen der Physik. Band 11, Nr. 5, 1903, S. 96–113, siehe Fußnote 1) auf S. 96, doi:10.1002/andp.19033160505 (Online).
17. 1 2  
Lorentz, Hendrik Antoon: Das Relativitätsprinzip. Eine Sammlung von Abhandlungen. Hrsg.: Blumenthal, Otto & Sommerfeld, Arnold. 1913, Elektromagnetische Erscheinungen in einem System, das sich mit beliebiger, die des Lichtes nicht erreichender Geschwindigkeit bewegt, S. 6–26, vergleiche Fußnote 1) auf S. 10.
18. 1 2 3  
Minkowski, Hermann: Jahresbericht der Deutschen Mathematiker-Vereinigung. Leipzig 1909, Raum und Zeit. Vortrag, gehalten auf der 80. Naturforscher-Versammlung zu Köln am 21. September 1908.
19. ↑  
Bucherer, A. H.: Messungen an Becquerelstrahlen. Die experimentelle Bestätigung der Lorentz-Einsteinschen Theorie. In: Physikalische Zeitschrift. Band 9, Nr. 22, 1908, S. 755–762.
20. ↑  
Heaviside, Oliver: On the Electromagnetic Effects due to the Motion of Electrification through a Dielectric. In: Philosophical Magazine. Band 27, Nr. 167, 1889, S. 324–339.
21. ↑  
Thomson, Joseph John: On the Magnetic Effects produced by Motion in the Electric Field. In: Philosophical Magazine. Band 28, Nr. 170, 1889, S. 1–14.
22. ↑  
Searle, George Frederick Charles: On the Steady Motion of an Electrified Ellipsoid. In: Philosophical Magazine. Band 44, Nr. 269, 1897, S. 329–341.
23. ↑  
Lorentz, Hendrik Antoon: La Théorie electromagnétique de Maxwell et son application aux corps mouvants. In: Archives néerlandaises des sciences exactes et naturelles. Band 25, 1892, S. 363–552 (Online).
24. ↑  
Lorentz, Hendrik Antoon: Versuch einer Theorie der electrischen und optischen Erscheinungen in bewegten Körpern. E.J. Brill, Leiden 1895.
25. ↑  
Lorentz, Hendrik Antoon: Abhandlungen über Theoretische Physik. B. G. Teubner Verlag, Leipzig 1907, Die relative Bewegung der Erde und des Äthers, S. 443–447.
26. ↑  
Larmor, Joseph: On a Dynamical Theory of the Electric and Luminiferous Medium, Part 3, Relations with material media. In: Philosophical transactions of the Royal society of London. Band 190, 1897, S. 205–300, doi:10.1098/rsta.1897.0020, bibcode:1897RSPTA.190..205L.
27. ↑  
Larmor, Joseph: Aether and Matter. Cambridge University Press, 1900.
28. 1 2  
Larmor, Joseph: On the intensity of the natural radiation from moving bodies and its mechanical reaction. In: Philosophical Magazine. Band 7, Nr. 41, 1904, S. 578–586 (Online).
29. ↑  
Larmor, Joseph: On the ascertained Absence of Effects of Motion through the Aether, in relation to the Constitution of Matter, and on the FitzGerald-Lorentz Hypothesis. In: Philosophical Magazine. Band 7, Nr. 42, 1904, S. 621–625.
30. ↑  
Lorentz, Hendrik Antoon: Simplified Theory of Electrical and Optical Phenomena in Moving Systems. In: Proceedings of the Royal Netherlands Academy of Arts and Sciences. Band 1, 1899, S. 427–442.
31. ↑  
Poincaré, Henri: La théorie de Lorentz et le principe de réaction. In: Archives néerlandaises des sciences exactes et naturelles. Band 5, 1900, S. 252–278.
32. ↑  
Poincaré, Henri: Der Wert der Wissenschaft (Kap. 7-9). B.G. Teubner, Leipzig Juni 1904, Der gegenwärtige Zustand und die Zukunft der mathematischen Physik, S. 129–159.
33. ↑  
Cohn, Emil: Zur Elektrodynamik bewegter Systeme II. In: Sitzungsberichte der Königlich Preussischen Akademie der Wissenschaften. Band 1904/2, Nr. 43, 1904, S. 1404–1416.
34. ↑  
Theorie der Elektrizität: Elektromagnetische Theorie der Strahlung. Teubner, Leipzig 1905, § 42. Die Lichtzeit in einem gleichförmig bewegten System.
35. ↑  
Poincaré, Henri: Sur la dynamique de l'électron. In: Rendiconti del Circolo matematico di Palermo. Band 21, 1906, S. 129–176.
36. ↑  
Einstein, Albert: Zur Elektrodynamik bewegter Körper. In: Annalen der Physik. Band 322, Nr. 10, 1905, S. 891–921 (Online [PDF]).
37. ↑  
Minkowski, Hermann: Das Relativitätsprinzip. In: Annalen der Physik. Band 352, Nr. 15, 1915, S. 927–938, doi:10.1002/andp.19153521505, bibcode:1915AnP...352..927M.
38. 1 2  
Minkowski, Hermann: Die Grundgleichungen für die elektromagnetischen Vorgänge in bewegten Körpern. In: Nachrichten von der Gesellschaft der Wissenschaften zu Göttingen, Mathematisch-Physikalische Klasse. 1908, S. 53–111.
39. ↑  
Ignatowsky, W. v.: Einige allgemeine Bemerkungen über das Relativitätsprinzip. In: Physikalische Zeitschrift. Band 11, 1910, S. 972–976.
40. ↑  
Ignatowsky, W. v.: Das Relativitätsprinzip. In: Archiv der Mathematik und Physik. Band 18, 1911, S. 17–40.
41. ↑  
Ignatowsky, W. v.: Eine Bemerkung zu meiner Arbeit: "Einige allgemeine Bemerkungen zum Relativitätsprinzip". In: Physikalische Zeitschrift. Band 12, 1911, S. 779.
42. ↑  
Frank, Philipp & Rothe, Hermann: Über die Transformation der Raum-Zeitkoordinaten von ruhenden auf bewegte Systeme. In: Annalen der Physik. Band 339, Nr. 5, 1910, S. 825–855, doi:10.1002/andp.19113390502, bibcode:1911AnP...339..825F (Online).
43. ↑  
Frank, Philipp & Rothe, Hermann: Zur Herleitung der Lorentztransformation. In: Physikalische Zeitschrift. Band 13, 1912, S. 750–753.

### Sekundärquellen
- Brown, Harvey R.: The origins of length contraction: I. The FitzGerald-Lorentz deformation hypothesis. In: American Journal of Physics. Band 69, Nr. 10, 2001, S. 1044–1054, doi:10.1119/1.1379733, arxiv:gr-qc/0104032, bibcode:2001AmJPh..69.1044B (Online – Siehe auch „Michelson, FitzGerald and Lorentz: the origins of relativity revisited“, Online.).
- Darrigol, Olivier: Electrodynamics from Ampère to Einstein. Clarendon Press, Oxford 2000, ISBN 0-19-850594-9.
- Darrigol, Olivier: The Genesis of the theory of relativity. In: Séminaire Poincaré. Band 1, 2005, S. 1–22 (Online [PDF]).
- Andreas Ernst & Hsu Jong-Ping: First Proposal of the Universal Speed of Light by Voigt in 1887. In: Chinese Journal of Physics. Band 39, 1. Juni 2001, S. P211–230 (Online [PDF; abgerufen am 19. Januar 2018]).
- Michel Janssen: A Comparison between Lorentz's Ether Theory and Special Relativity in the Light of the Experiments of Trouton and Noble (Thesis). 1995.: Title/TOC (PDF; 74 kB), Intro (Memento vom 16. Juli 2012 im Internet Archive) (PDF; 71 kB), Intro (Part I) (Memento vom 16. Juli 2012 im Internet Archive) (PDF; 63 kB), Chapter 1 (PDF; 271 kB), Chapter 2 (PDF; 462 kB), (Intro Part 2) (Memento vom 16. Juli 2012 im Internet Archive) (PDF; 90 kB), Chapter 3 (PDF; 664 kB), Chapter 4 (PDF; 132 kB), References (PDF; 111 kB)
- Katzir, Shaul: Poincaré’s Relativistic Physics: Its Origins and Nature. In: Physics in perspective. Band 7, 2005, S. 268–292, doi:10.1007/s00016-004-0234-y.
- Macrossan, M. N.: A Note on Relativity Before Einstein. In: The British Journal for the Philosophy of Science. Band 37, 1986, S. 232–234 (Online).
- Miller, Arthur I.: Albert Einstein’s special theory of relativity. Emergence (1905) and early interpretation (1905–1911). Addison–Wesley, Reading 1981, ISBN 0-201-04679-2.
- Pais, Abraham: „Raffiniert ist der Herrgott ...“ : Albert Einstein, eine wissenschaftliche Biographie. Spektrum, Heidelberg 1982, ISBN 3-8274-0529-7.
- Walter, Scott: Einstein Studies. Hrsg.: H. Goenner, J. Renn, J. Ritter, and T. Sauer. Band 7. Birkhäuser, 1999, Minkowski, mathematicians, and the mathematical theory of relativity, S. 45–86 (Online).
- Whittaker, Edmund: A History of the Theories of Aether  & Electricity. Dover, New York 1989, ISBN 0-486-26126-3.
- Baccetti, Valentina; Tate, Kyle; Visser, Matt: Inertial frames without the relativity principle. In: Journal of High Energy Physics. 2012, S. 119, doi:10.1007/JHEP05(2012)119, arxiv:1112.1466, bibcode:2012JHEP...05..119B.
- Walter, Scott: The Symbolic Universe: Geometry and Physics. Hrsg.: J. Gray. University Press, Oxford 1999, The non-Euclidean style of Minkowskian relativity, S. 91–127 (Online).
- Walter, Scott: To appear in Einstein Studies, D. Rowe, ed., Basel: Birkhäuser. 2012, Figures of light in the early history of relativity (Online).
- Klein, Felix; Blaschke, Wilhelm: Vorlesungen über höhere Geometrie. Springer, Berlin 1926 (Online).